# Pelikán József (matematikus)
Pelikán József (Budapest, 1947. október 26. – 2023. január 20.) magyar matematikus, az ELTE Algebra és Számelmélet Tanszékének adjunktusa.

## Családja
Apja Pelikán József építészmérnök, egyetemi tanár, a Budapesti Műszaki Egyetem szilárdságtan tanszékének vezetője volt.

## Főbb művei
- Lovász László–Pelikán József–Vesztergombi Katalin: Kombinatorika az általános és a középiskolai matematika szakkörök számára; Tankönyvkiadó, Budapest, 1970
- Lovász László–Vesztergombi Katalin–Pelikán József: Diszkrét matematika; 2. jav. kiad.; Typotex, Budapest, 2010 (Elméleti matematika)

## Díjai, elismerései
- World Federation of Mathematics Competitions (Matematikai Versenyek Világszervezete) Erdős Pál-díja (2014)[6]
- Beke Manó-nagydíj, 2020
- Négyszeres diákolimpikon volt.[7]

## Bridzs
Pelikán József sikeres bridzsjátékos volt. A Taurus csapatának tagjaként tízszeres budapesti csapatbajnok, a Bajnokcsapatok Európa Kupáján (1986, Párizs) pedig a 2. helyezést szerzett csapat tagja volt.